# Vilémov u Šluknova
Vilémov (deutsch Wölmsdorf) ist eine Gemeinde im Bezirk Děčín im Aussiger Kreis in Tschechien.

## Geographie

### Geographische Lage
Das Gemeindegebiet liegt in Nordböhmen zwischen den Ausläufern des Ječny vrch (Gerstenberg) und des Tanečnice (Tanzplan) in einem Tal am Vilémovský potok (Wölmsdorfer Bach), der nach Westen fließt und dabei die Staatsgrenze zwischen Tschechien und Sachsen bildet. Ab der bundesdeutschen Stadt Sebnitz fließt er als namengebender Fluss Sebnitz auf deutschem Gebiet zur Elbe hin.
Im Nordwesten grenzt die Gemarkung des Orts an die Gemeinde Dolní Poustevna (Niedereinsiedel), im Norden an Lipová u Šluknova (Hainspach), im Osten an Velký Šenov (Groß-Schönau), im Süden an Mikulášovice (Nixdorf) und im Südwesten an die Stadt Sebnitz.
Die Gemeinde Vilémov hat zusammen mit dem Ortsteil Dolina (Franzthal) 905 Einwohner. Innerhalb der Gemeinde sind die Häuser (ortsüblich) durchnummeriert, so dass die Adresse nicht nach Straßen, sondern lediglich mit der Hausnummer angegeben wird.

### Gemeindegliederung
Die Gemeinde Vilémov besteht aus den Ortsteilen Dolina (Franzthal) und Vilémov (Wölmsdorf).

### Nachbargemeinden
Im benachbarten Dolní Poustevna gibt es einen Grenzübergang für Kraftfahrzeuge, Radfahrer und Fußgänger nach Sebnitz/Sachsen.

### Geologie
Geologisch-naturräumlich gehört das Böhmische Niederland, auch der Schluckenauer Zipfel genannt, zum Lausitzer Bergland.

## Geschichte

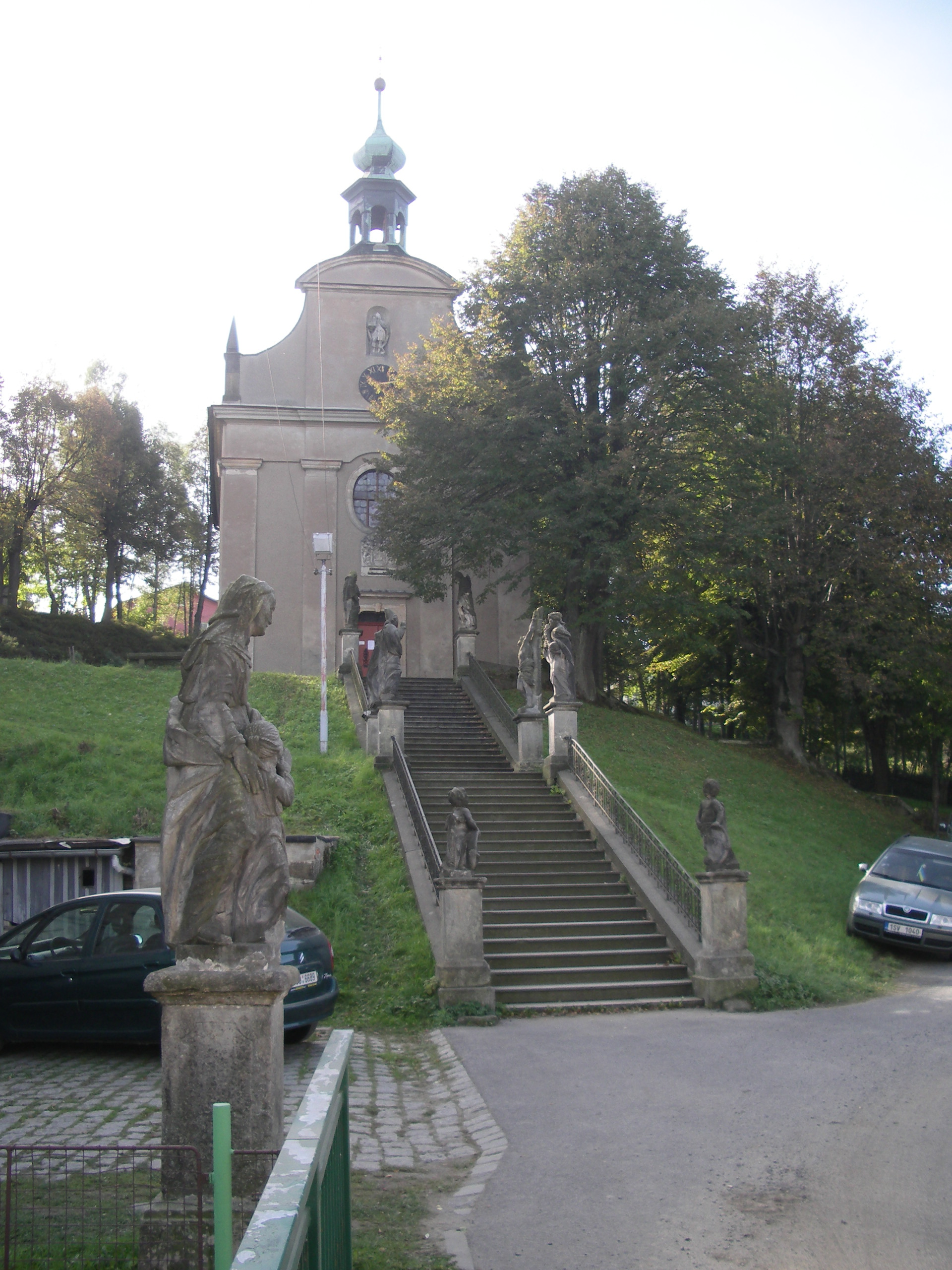
Barocke Wallfahrtskirche Mariä Himmelfahrt

Die erste Ansiedlung fand sehr wahrscheinlich bereits im 13. Jahrhundert auf dem Gebiet der Berka von Dubá, einem böhmischen Adelsgeschlecht mit umfangreichen Besitzungen in Nordböhmen, statt. Im Jahr 1332 ging die Siedlung Wolframsdorf als Lehen der böhmischen Krone an das Bistum Meißen. Erstmals urkundlich erwähnt wird Vilémov im Jahr 1410. Ab 1566 gehörte es zur Herrschaft Hainspach der Grafen Slavata von Chlum und Koschumberg, später den Grafen zu Salm-Reifferscheid. Während des Dreißigjährigen Krieges wurde das Dorf 1634 von schwedischen Truppen geplündert.
Im Jahr 1646 wurde in Vilémov ein Quell entdeckt, der der Legende nach heilende Kräfte hat. Am 19. Jänner 1646 zeigten zwei Engel der Tochter des Bauern Hans Grohmann die Quelle, die Augenleiden lindern solle. Bereits zum Ende des Dreißigjährigen Krieges kamen erste Wallfahrer nach Vilémov, so dass 1713 von Graf Joachim von Slavata eine Kapelle mit der Inschrift „Bitt Gott für uns Maria rein, so wird der Brun zur Gesundheit sein“ errichtet wurde. In den Jahren 1728 bis 1731 errichtete Graf Leopold von Salm-Reifferscheidt (1699–1769), der durch Heirat mit Maria-Agnes von Slawata-Chlum Mitbesitzer der Herrschaft Hainspach wurde, eine Kirche im Stil des Hochbarock.
Der Legende nach war er in einem württembergischen Regiment Dragoner-Hauptmann und nahm im Alter von 18 Jahren an der Schlacht von Belgrad teil. Verwundet und von der Pest befallen gelobte er, im Falle einer Heilung eine steinerne Kapelle in Wölmsdorf bauen zu lassen. Mit 20 Jahren trat er gesundet die Herrschaft in Hainspach an. Allerdings errichtete der Graf erst nach weiteren lebensbedrohlichen Nöten oberhalb des Brunnens eine Kirche zu Ehren „Mariae Himmelfahrt“.
Im Jahre 1715 wurde Franzthal gegründet. 1738 wurde eine Brücke über den vor der Kirche verlaufenden Wölmsdorfer Bach gebaut. Die Zugangstreppe, die zur an einem Hang gelegenen Kirche hinaufführt, erhielt in den Jahren 1739 bis 1741 zwei Engel und sechs Heiligenstatuen, die Brücke über den Bach erhielt 1744 vier Heiligenstatuen, von denen heute jedoch zwei fehlen. Alle Figuren wurden von Christian Riedl aus dem benachbarten Groß-Schönau gefertigt.

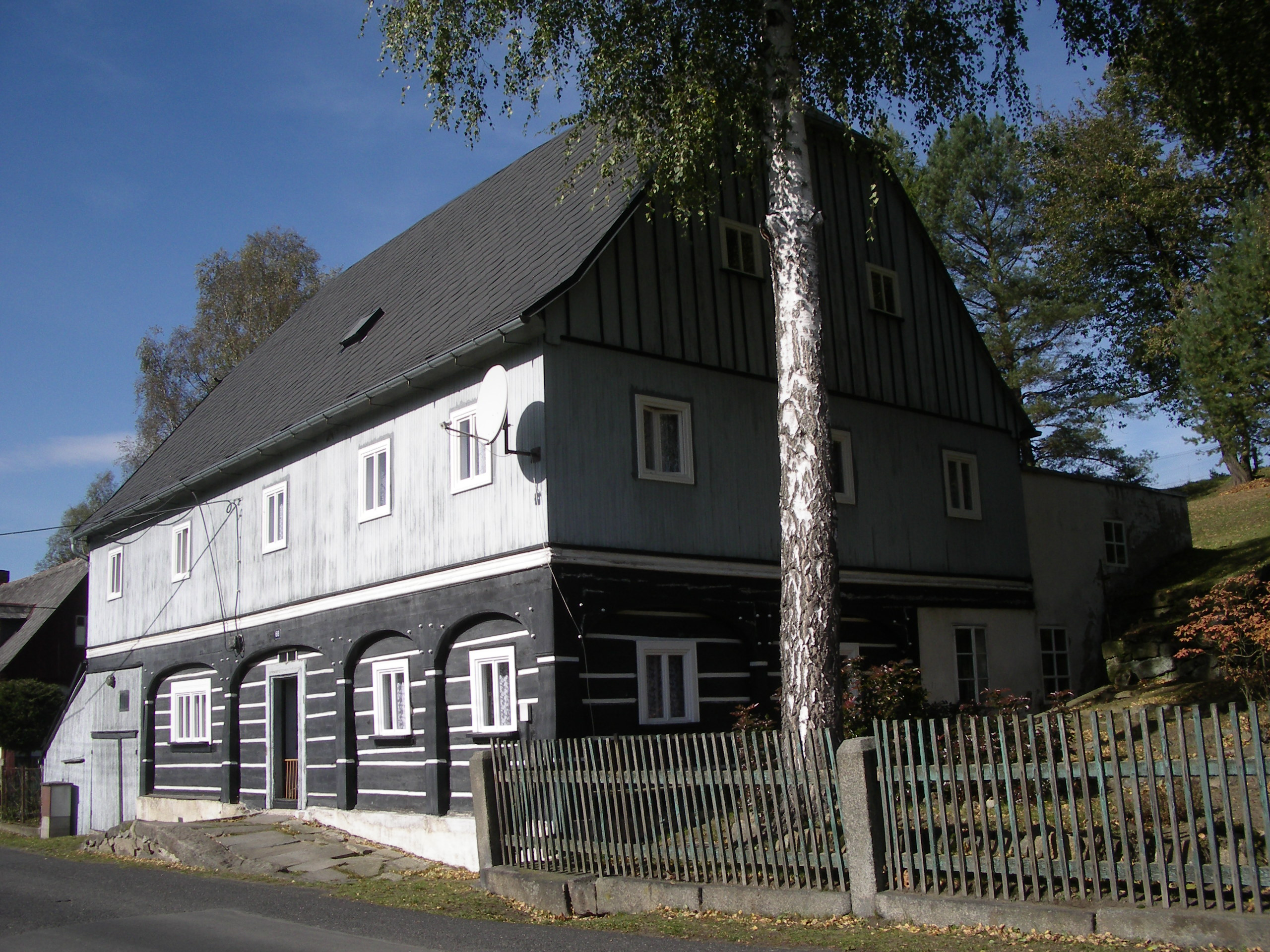
Umgebindehaus in Vilémov

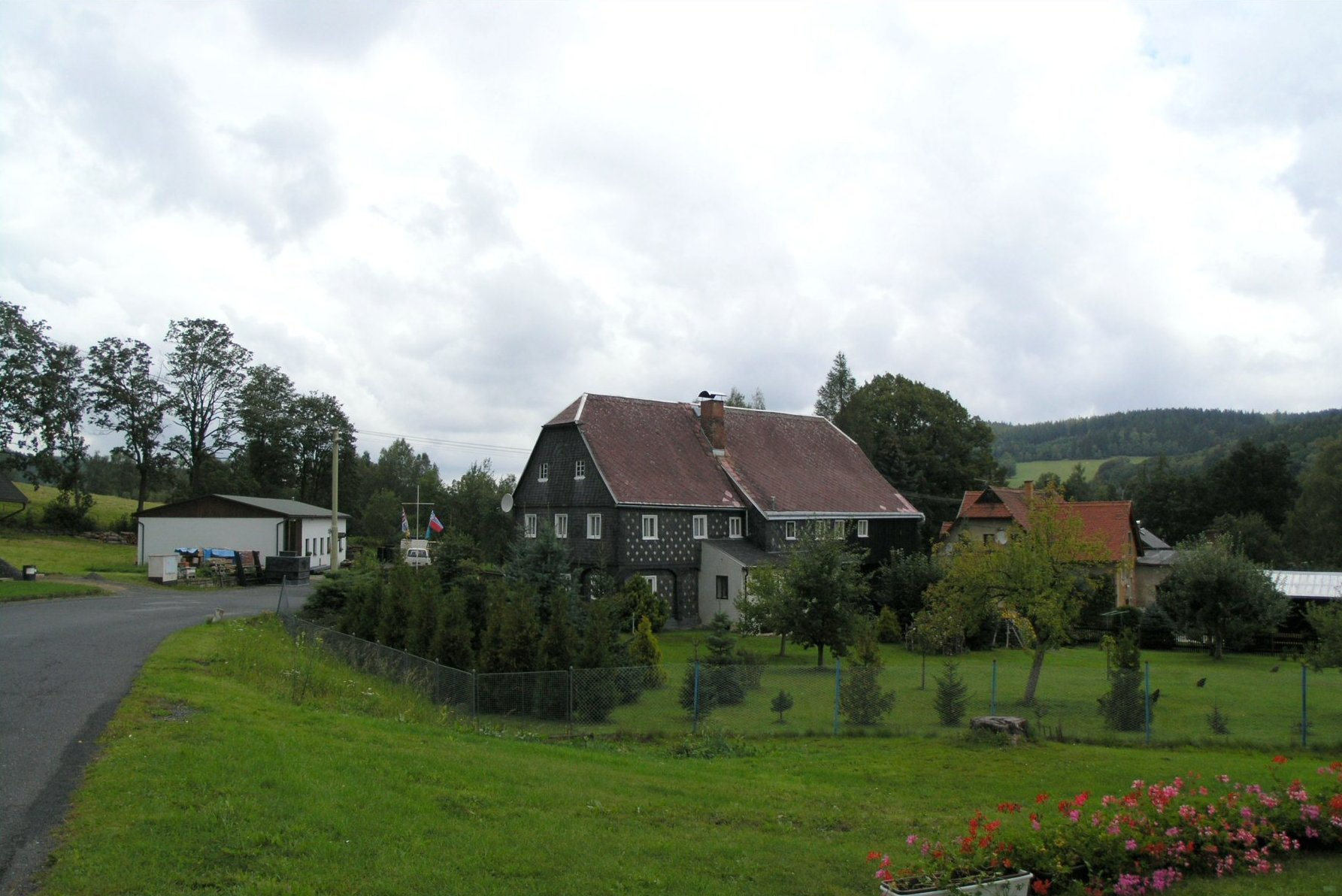
Straßenzug

Die Wölmsdorfer Kirche entwickelte sich zur Wallfahrtsstätte für Pilger aus den umliegenden Gemeinden und aus den sorbischen Gebieten der Oberlausitz. Um die Kirche herum wurde ein Kreuzweg mit 14 Stationen angelegt. Dazu wurden 13 Steintafeln mit Ruhebänken aufgestellt und hinter der Kirche als Abschlussstation eine Kapelle mit der Figur des liegenden Christus von 1765 in der Hang gebaut. Bei Wallfahrten wurde die Heilige Messe um die Kirche herum im Freien gefeiert. Ebenso lockten Buden und Verkaufsstände viele Menschen an.
1890 endete mit dem Tod des letzten männlichen Nachkommen der Familie Salm-Reifferscheidt deren Herrschaft. Der Besitz gelangte daraufhin in die Hände des Grafen Thun von Klösterle an der Eger. 1891 war es ein Anliegen der Gräfin Thun, das Interieur der Kirche zu erneuern. 1945 beschädigten und zerstörten Menschen die Figuren an der zur Kirche hinaufführenden Treppe. Später kam es durch heftige Regenfälle zu einem Erdrutsch, so dass der „Heilbrunnen“ verschüttet wurde. Er wurde wieder freigelegt, ist jedoch in seiner Wasserausschüttung stark gemindert bzw. zeitweise versiegt.
Nach dem Ersten Weltkrieg wurde die Region 1919 an die neu geschaffene Tschechoslowakei angegliedert. Aufgrund des Münchner Abkommens gehörte Wölmsdorf von 1938 bis 1945 zum Landkreis Schluckenau, Regierungsbezirk Aussig, im deutschen Reichsgau Sudetenland. Nach dem Zweiten Weltkrieg wurde die deutschsprachige Bevölkerung großenteils enteignet und vertrieben.

### Einwohnerentwicklung
Bis 1945 war Wölmsdorf überwiegend von Deutschböhmen besiedelt, die vertrieben wurden.
| Jahr | Einwohner | Anmerkungen   |
| ---- | --------- | ------------- |
| 1830 | 0507      | in 86 Häusern |
| 1869 | 0769      |               |
| 1900 | 1080      |               |
| 1939 | 1435      | [ 6 ]         |

| Jahr      | 1950 | 1961 | 1970 | 1980 | 1991 | 2001 | 2011 |
| --------- | ---- | ---- | ---- | ---- | ---- | ---- | ---- |
| Einwohner | 845  | 703  | 771  | 929  | 991  | 960  | 859  |

## Kultur und Sehenswürdigkeiten
- Die barocke Kirche Mariä Himmelfahrt aus den Jahren 1728–1731 wurde von dem Grafen Leopold von Salm als Familienbegräbnis-Kapelle in Auftrag gegeben[5] und von Zacharias Hoffmann aus Linden erbaut. In ihrem Inneren befinden sich drei Altäre. Der der Maria geweihte Hochaltar wird umgeben von den Seitenaltären des Aegidi und des Heiligen Vinzenz. Außerdem befindet sich neben dem Aegidi-Altar das Epitaph Graf Leopolds. Sechs goldene Medaillons berichten von den Todesgefahren, die er überstanden haben soll. Um die Kirche herum befinden sich als markante Besonderheit im Halbkreis – ähnlich einem Amphitheater – in den Boden gehauene Grasbänke für die Pilger, die an der Heiligen Messe teilnahmen.

- Die zur Kirche hinaufführende Treppe wird von zwei Engeln mit Schild und sechs Heiligenfiguren geschmückt. Links steht zu Beginn ein Engel, dann der Heilige Adalbert, danach der Heilige Wenzel und am Ende der Treppe der Heilige Johannes Nepomuk. Auf der rechten Seite steht nach dem Engel die Heilige Rosalia, danach der Heilige Sebastian und am Ende der Treppe der Heilige Rochus. Ihre Namen sind z. T. noch auf den Podesten zu erkennen. Die Figuren aus den Jahren 1739 bis 1741 stammen von Christian Riedl.

- Auf der vor der Kirche über den Vilémovsky potok (Wölmsdorfer Bach) führende Brücke von 1738 stehen auf der bachaufwärtigen Seite zwei Heiligenfiguren, links der Heilige Josef von Nazaret, rechts die Heilige Anna. Auf der gegenüberliegenden Seite bachabwärts standen ehemals der Heilige Donatus und der Heilige Florian. Sie wurden jedoch zerstört. Die Figuren auf der Brücke und diejenigen auf der Zugangstreppe zur Kirche bilden durch ihre räumliche Nähe ein Ensemble.

- Bemerkenswert ist die Brücke der Bahnstrecke Rumburk–Sebnitz über das Tal des Vilémovsky potok. Lange Zeit war der von 1903 stammende eiserne Viadukt mit einer Länge von 190 Meter und einer Höhe von 34 Meter der zweithöchste Böhmens.

- Ein Denkmal für die Opfer des Faschismus befindet sich in der Mitte des Ortes.

- In Vilémov gibt es eine Reihe von Umgebindehäusern, errichtet in der traditionellen Bauform der Region, bei der typischerweise Blockbau-, Fachwerk- und Massivbauweise miteinander verbunden sind. Der Hausflur ist meist quer angelegt und trennt das Gebäude in Wohn- und Wirtschaftsbereich. Auffallend ist dabei des bogenförmige hölzerne Stützsystem, das auf zwei oder drei Seiten um den Wohnbereich herum gebaut ist, und mit dem die Dachlast abgefangen wird.